# 11-XX
Classificazione delle ricerche matematiche: sezioni di livello 1

00-XX 01 03 05 06 08 | 11 12 13 14 15 16 17 18 19 20 22 | 26 28 30 31 32 33 34 35 37 39 40 41 42 43 44 45 46 47 49 | 
 51 52 53 54 55 57 58 | 60 62 65 68 | 70 74 76 78 | 80 81 82 83 85 86 | 90 91 92 93 94 97-XX
11-XX è la sigla della sezione di livello 1 dello schema di classificazione
MSC dedicata alla teoria dei numeri.
Questa pagina presenta la struttura ad albero delle sue sottosezioni secondarie e terziarie.

## 11-XX
teoria dei numeri
- 11-00 opere di riferimento generale (manuali, dizionari, bibliografie ecc.)
- 11-01 esposizione didattica (libri di testo, articoli tutoriali ecc.)
- 11-02 presentazione di ricerche (monografie, articoli di rassegna)
- 11-03 opere storiche {va assegnato almeno un altro numero di classificazione della sezione 01-XX}
- 11-04 calcolo automatico esplicito e programmi (non teoria della computazione o della programmazione)
- 11-06 atti, conferenze ecc.

## 11Axx
teoria dei numeri elementare
{per nozioni analoghe nei campi numerici, vedi 11R04}
- 11A05 strutture moltiplicative; algoritmo Euclideo; massimo comun divisore
- 11A07 congruenze; radici primitive; sistemi di residui
- 11A15 residui di potenze, reciprocità
- 11A25 funzioni aritmetiche; numeri collegati; formule d'inversione
- 11A41 numeri primi
- 11A51 fattorizzazione; primalità
- 11A55 frazioni continue {per risultati di approssimazione, vedi 11J70} [vedi anche 11K50, 30B70, 40A15]
- 11A63 rappresentazione mediante radice?; problemi riguardanti cifre {per risultati metrici, vedi 11K16}
- 11A67 altre rappresentazioni
- 11A99 argomenti diversi dai precedenti, ma in questa sezione

## 11Bxx
successioni ed insiemi
- 11B05 densità, lacune, topologia
- 11B13 basi additive, inclusi gli insiemi di somme?sumsets [vedi anche 05B10]
- 11B25 progressioni aritmetiche [vedi anche 11N13]
- 11B30 combinatoria dell'aritmetica; uniformità di grado superiore
- 11B34 funzioni di rappresentazione
- 11B37 ricorrenze {per applicazioni alle funzioni speciali, vedi 33-XX}
- 11B39 numeri e polinomi di Fibonacci e di Lucas e generalizzazioni
- 11B50 successioni (mod m)
- 11B57 successioni di Farey; la successione {1k, 2k, ...}
- 11B65 coefficienti binomiali; fattoriali; q-identità [vedi anche 05A10, 05A30]
- 11B68 numeri e polinomi di Bernoulli e di Euler
- 11B73 numeri di Bell e di Stirling
- 11B75 altri temi di teoria combinatoria dei numeri
- 11B83 successioni speciali e polinomi speciali
- 11B85 successioni determinate? da automi
- 11B99 argomenti diversi dai precedenti, ma in questa sezione

## 11Cxx
polinomi e matrici
- 11C08 polinomi [vedi anche 13F20]
- 11C20 matrici, determinanti [vedi anche 15A36]
- 11C99 argomenti diversi dai precedenti, ma in questa sezione

## 11Dxx
equazioni Diofantee
[vedi anche 11Gxx, 14Gxx]
- 11D04 equazioni lineari
- 11D07 problema di Frobenius
- 11D09 equazioni quadratiche e bilineari
- 11D25 equazioni cubiche e quartiche
- 11D41 equazioni di grado superiore; equazione di Fermat
- 11D45 conteggio delle soluzioni delle equazioni diofantee
- 11D57 equazioni moltiplicative ed equazioni di forma con norma?
- 11D59 equazioni di Thue-Mahler
- 11D61 equazioni esponenziali
- 11D68 numeri razionali come somme di frazioni
- 11D72 equazioni in più variabili [vedi anche 11P55]
- 11D75 disuguaglianze diofantee [vedi anche 11J25]
- 11D79 congruenze in più variabili
- 11D85 problemi di rappresentazione [vedi anche 11P55]
- 11D88 campi p-adici e campi di serie di potenze
- 11D99 argomenti diversi dai precedenti, ma in questa sezione

## 11Exx
forme e gruppi algebrici lineari
[vedi anche 19Gxx] {per le forme quadratiche nell'algebra lineare, vedi 15A63}
- 11E04 forme quadratiche sopra campi generali
- 11E08 forme quadratiche sopra anelli e campi locali
- 11E10 forme sopra campi reali
- 11E12 forme quadratiche sopra anelli e campi globali
- 11E16 forme quadratiche generali binarie
- 11E20 forme quadratiche generali ternarie e quaternarie; forme in più di due variabili
- 11E25 somme di quadrati e rappresentazioni mediante altre particolari forme quadratiche
- 11E39 forme bilineari ed hermitiane
- 11E41 numeri di classe di forme quadratiche e di forme hermitiane
- 11E45 teoria analitica (funzioni zeta di Epstein; relazioni con forme e funzioni automorfe)
- 11E57 gruppi classici [vedi anche 14Lxx, 20Gxx]
- 11E70 K-teoria delle forme quadratiche ed hermitiane
- 11E72 coomologia di Galois dei gruppi algebrici lineari [vedi anche 20G10]
- 11E76 forme di grado superiore a due
- 11E81 teoria algebrica delle forme quadratiche; gruppi ed anelli di Witt [vedi anche 19G12, 19G24]
- 11E88 spazi quadratici; algebre di Clifford [vedi anche 15A63, 15A66]
- 11E95 teoria p-adica
- 11E99 argomenti diversi dai precedenti, ma in questa sezione

## 11Fxx
gruppi discontinui e forme automorfe
[vedi anche 11R39, 11S37, 14-XX, 22Exx, 14Gxx, 14Kxx, 22E50, 22E55, 30F35, 32Nxx] {per collegamenti con le forme quadratiche, vedi 11E45}
- 11F03 funzioni modulari ed automorfe
- 11F06 struttura dei gruppi modulari e generalizzazioni; gruppi aritmetici [vedi anche 20H05, 20H10, 22E40]
- 11F11 forme modulari olomorfe di peso intero
- 11F12 forme automorfe, in una variabile
- 11F20 funzione eta di Dedekind, somme di Dedekind
- 11F22 collegamenti con le algebre di Lie e con i gruppi finiti semplici
- 11F23 collegamenti con la geometria algebrica e la topologia
- 11F25 operatori di Hecke-Petersson, operatori differenziali (in una variabile)
- 11F27 serie theta; rappresentazione di Weil; corrispondenze theta
- 11F30 coefficienti di Fourier di forme automorfe
- 11F32 corrispondenze modulari ecc.
- 11F33 congruenze per forme modulari e forme modulari p-adiche [vedi anche 14G20, 22E50]
- 11F37 forme di peso semintero?semidispari; forme modulari non olomorfe
- 11F41 forme automorfe su GL(2); gruppi modulari di Hilbert e di Hilbert-Siegel e loro forme modulari ed automorfe; superfici modulari di Hilbert [vedi anche 14J20]
- 11F46 gruppi modulari di Siegel; forme modulari ed automorfe di Siegel e di Hilbert-Siegel
- 11F50 forme di Jacobi
- 11F52 forme modulari associate ai moduli di Drinfel'd
- 11F55 altri gruppi e loro forme modulari ed automorfe (in molte variabili)
- 11F60 operatori di Hecke-Petersson, operatori differenziali (in molte variabili)
- 11F66 $L$-funzioni di Langlands; serie ed equazioni funzionali di Dirichlet in una variabile
- 11F67 valori speciali di L-serie automorfe, periodo delle forme modulari, coomologia, simboli modulari
- 11F68 serie di Dirichlet in più variabili complesse associate a forme automorfe; serie di Dirichlet del? gruppo di Weyl
- 11F70 metodi di teoria delle rappresentationi; rappresentazioni automorfe sopra campi locali e globali
- 11F72 teoria spettrale; formula della traccia di Selberg
- 11F75 coomologia dei gruppi aritmetici
- 11F80 rappresentazioni di Galois
- 11F85 teoria p-adica, campi locali [vedi anche 14G20, 22E50]
- 11F99 argomenti diversi dai precedenti, ma in questa sezione

## 11Gxx
geometria algebrica aritmetica (geometria diofantea)
[vedi anche 11Dxx, 14-XX, 14Gxx, 14Kxx]
- 11G05 curve ellittiche sopra campi globali [vedi anche 14H52]
- 11G07 curve ellittiche sopra campi locali [vedi anche 14G20, 14H52]
- 11G09 moduli di Drinfel'd; motivi di dimensione superiore ecc. [vedi anche 14L05]
- 11G10 varietà abeliane di dimensione $>1$ [vedi anche 14Kxx]
- 11G15 moltiplicazione complessa e moduli di varietà abeliane [vedi anche 14K22]
- 11G16 unità ellittiche e modulari [vedi anche 11R27]
- 11G18 aspetti aritmetici delle varietà modulari e di Shimura [vedi anche 14G35]
- 11G20 curve sopra campi finiti e locali [vedi anche 14H25]
- 11G25 varietà sopra campi finiti e locali [vedi anche 14G15, 14G20]
- 11G30 curve di genere arbitrario o di genere $neq 1$ sopra campi globali [vedi anche 14H25]
- 11G32 dessins d'enfants, teoria di Belyĭ
- 11G35 varietà sopra campi globali [vedi anche 14G25]
- 11G40 funzioni L di varietà sopra campi globali; congettura di Birch-Swinnerton-Dyer [vedi anche 14G10]
- 11G42 simmetria speculare aritmetica [vedi anche 14J33]
- 11G45 teoria geometrica dei campi di classi [vedi anche 11R37, 14C35, 19F05]
- 11G50 altezze  [vedi anche 14G40, 37P30]
- 11G55 polilogaritmi e collegamenti con la K-teoria
- 11G99 argomenti diversi dai precedenti, ma in questa sezione

## 11Hxx
geometria dei numeri
{per applicazioni in teoria dei codici, vedi 94B75}
- 11H06 reticoli e corpi convessi [vedi anche 11P21, 52C05, 52C07]
- 11H16 corpi non convessi
- 11H31 impaccamento e rivestimento?copertura dei reticoli [vedi anche 05B40, 52C15, 52C17]
- 11H46 prodotti di forme lineari
- 11H50 minimi delle forme
- 11H55 forme quadratiche (teoria della riduzione, forme estreme ecc.)
- 11H56 gruppi di automorfismi dei reticoli
- 11H60 teoremi di valor medio e di trasferimento
- 11H71 collegamenti con la teoria dei codici
- 11H99 argomenti diversi dai precedenti, ma in questa sezione

## 11Jxx
approssimazione diofantea, teoria dei numeri trascendenti
[vedi anche 11K60]
- 11J04 approssimazione omogenea di un numero
- 11J06 spettri di Markov e di Lagrange e generalizzazioni
- 11J13 approssimazione omogenea simultanea, forme lineari
- 11J17 approssimazione mediante numeri di un campo fissato
- 11J20 forme lineari disomogenee
- 11J25 disuguaglianze diofantee [vedi anche 11D75]
- 11J54 piccole parti frazionali di polinomi e generalizzazioni
- 11J61 approssimazione in valutazioni non-archimedee
- 11J68 approssimazione a numeri algebrici
- 11J70 frazioni continue e generalizzazioni [vedi anche 11A55, 11K50]
- 11J71 distribuzione modulo 1 [vedi anche 11K06]
- 11J72 irrazionalità; indipendenza lineare sopra un campo
- 11J81 trascendenza (teoria generale)
- 11J82 misure di irrazionalità e di trascendenza
- 11J83 teoria metrica
- 11J85 indipendenza algebrica; metodo di Gel'fond
- 11J86 forme lineari nei logaritmi; metodo di Baker
- 11J87 teorema del sottospazio di Schmidt e sue applicazioni
- 11J89 teoria della trascendenza delle funzioni ellittiche ed abeliane
- 11J91 teoria della trascendenza di altre funzioni speciali
- 11J93 teoria della trascendenza di Drinfel'd e t-moduli
- 11J95 risultati coinvolgenti le varietà abeliane
- 11J97 metodi analoghi a quelli nella teoria di Nevaninna (lavoro di Vojta et al.)
- 11J99 argomenti diversi dai precedenti, ma in questa sezione

## 11Kxx
teoria probabilistica: distribuzione modulo 1; teoria metrica degli algoritmi
- 11K06 teoria generale della distribuzione modulo 1 [vedi anche 11J71]
- 11K16 numeri normali, sviluppi mediante radice ecc. [vedi anche 11A63]
- 11K31 successioni speciali
- 11K36 successioni ben distribuite ed altre variazioni
- 11K38 irregolarità della distribuzione, discrepanza [vedi anche 11Nxx]
- 11K41 analoghi continui, p-adici ed astratti
- 11K45 numeri pseudo-casuali; metodi Monte Carlo
- 11K50 teoria metrica delle frazioni continue [vedi anche 11A55, 11J70]
- 11K55 teoria metrica di altri algoritmi e sviluppi; misura e dimensione di Hausdorff [vedi anche 11N99, 28Dxx]
- 11K60 approssimazione diofantea [vedi anche 11Jxx]
- 11K65 funzioni aritmetiche [vedi anche 11Nxx]
- 11K70 analisi armonica e quasi periodicità
- 11K99 argomenti diversi dai precedenti, ma in questa sezione

## 11Lxx
somme di esponenziali e somme di caratteri
{per i campi finiti, vedi 11Txx}
- 11L03 somme trigonometriche e somme di esponenziali, in generale
- 11L05 somme di Gauss e di Kloosterman; generalizzazioni
- 11L07 stime sulle somme di esponenziali
- 11L10 somme di Jacobsthal e di Brewer; altre somme complete di caratteri
- 11L15 somme di Weyl
- 11L20 somme sopra numeri primi
- 11L26 somme sopra intervalli arbitrari
- 11L40 stime sulle somme di caratteri
- 11L99 argomenti diversi dai precedenti, ma in questa sezione

## 11Mxx
funzione zeta e funzione L: teoria analitica
- 11M06 ζ(s) ed L(s,χ)
- 11M20 zeri reali della L(s,χ); risultati sulla L(1,χ)
- 11M26 zeri nonreali della ζ(s) e della L(s,χ); ipotesi di Riemann ed altre ipotesi
- 11M32 serie di Dirichlet multiple e valori di funzioni zeta e multizeta
- 11M35 funzioni zeta di Hurwitz e di Lerch
- 11M36 funzioni zeta di Selberg e determinanti regolarizzati
- 11M38 funzioni zeta e funzioni L in caratteristica p
- 11M41 altra serie di Dirichlet e funzioni zeta {per i campi fondamentali?ground locali e globali, vedi 11R42, 11R52, 11S40,  11S45; per metodi algebrico-geometrici, vedi 14G10} [vedi anche 11E45, 11F66, 11F70, 11F72]
- 11M45 teoremi Tauberiani [vedi anche 40E05]
- 11M50 relazioni con le matrici casuali
- 11M55 relationi con la geometria non commutativa
- 11M99 argomenti diversi dai precedenti, ma in questa sezione

## 11Nxx
teoria moltiplicative dei numeri
- 11N05 distribuzione dei numeri primi
- 11N13 numeri primi in progressioni [vedi anche 11B25]
- 11N25 distribuzione di interi con specifici vincoli moltiplicativi
- 11N30 teoria di Turà [vedi anche 30Bxx]
- 11N32 primi rappresentati da polinomi; altre strutture moltiplicative di valori di polinomi
- 11N35 crivelli
- 11N36 applicazioni di metodi di crivelli
- 11N37 risultati asintotici sulle funzioni aritmetiche
- 11N45 risultati asintotici sulle funzioni di conteggio per strutture algebriche e topologiche
- 11N56 velocità di crescita delle funzioni aritmetiche
- 11N60 funzioni di distribuzione associate a funzioni moltiplicative additive e positive
- 11N64 altri risultati sulle distribuzioni dei valori o sulla caratterizzazione delle funzioni aritmetiche
- 11N69 distribuzione di interi in speciali classi di resti
- 11N75 applicazioni delle funzioni e delle forme automorfe a problemi moltiplicativi [vedi anche 11Fxx]
- 11N80 primi ed interi generalizzati
- 11N99 argomenti diversi dai precedenti, ma in questa sezione

## 11Pxx
teoria additiva dei numeri; partizioni
- 11P05 problema di Waring e sue varianti
- 11P21 punti di reticolati? in regioni specificate
- 11P32 teoremi alla Goldbach; altre questioni additive coinvolgenti numeri primi
- 11P55 applicazioni dei metodi alla Hardy-Littlewood [vedi anche 11D85]
- 11P70 problemi inversi della teoria additiva dei numeri
- 11P81 teoria elementare delle partizioni [vedi anche 05A17]
- 11P82 teoria analitica delle partizioni
- 11P83 partizioni; congruenze e restrizioni congruenziali
- 11P84 identità riguardanti partizioni; identità del tipo Rogers-Ramanujan
- 11P99 argomenti diversi dai precedenti, ma in questa sezione

## 11Rxx
teoria algebrica dei numeri: campi globali
{per la moltiplicazione complessa, vedi 11G15}
- 11R04 numeri algebrici; anelli di interi algebrici
- 11R06 numeri PV e generalizzazioni; altri speciali numeri algebrici
- 11R09 polinomi (irriducibilità ecc.)
- 11R11 estensioni quadratiche
- 11R16 estensioni cubiche e quartiche
- 11R18 estensioni ciclotomiche
- 11R20 altre estensioni abeliane e metabeliane
- 11R21 altri campi numerici
- 11R23 teoria di Iwasawa
- 11R27 unità e fattorizzazione
- 11R29 numeri delle classi, gruppi delle classi, discriminanti
- 11R32 teoria di Galois
- 11R33 rappresentazioni integrali collegate a numeri algebrici; struttura modulare alla Galois di anelli di interi [vedi anche 20C10]
- 11R34 coomologia di Galois [vedi anche 12Gxx, 16H05, 19A31]
- 11R37 teoria dei campi di classi
- 11R39 congetture di Langlands-Weil, teoria nonabeliana dei campi di classi [vedi anche 11Fxx, 22E55]
- 11R42 funzioni zeta e funzioni L di campi numerici [vedi anche 11M41, 19F27]
- 11R44 distribuzione di ideali primi [vedi anche 11N05]
- 11R45 teoremi di densità
- 11R47 altri temi di teoria analitica [vedi anche 11Nxx]
- 11R52 quaternioni ed altre algebre con divisione: funzioni aritmetiche, funzioni zeta
- 11R54 altre algebre ed ordini, loro funzioni zeta e funzioni L [vedi anche 11S45, 16H05, 16Kxx]
- 11R56 anelli e gruppi di adeli
- 11R58 teoria aritmetica dei campi di funzioni algebriche [vedi anche 14-XX]
- 11R60 campi di funzioni ciclotomiche (gruppi di classe, oggetti di Bernoulli ecc.)
- 11R65 gruppi di classe e gruppi di ordini di Picard
- 11R70 K-teoria dei campi globali [vedi anche 19Fxx]
- 11R80 campi totalmente reali e totalmente positivi [vedi anche 12J15]
- 11R99 argomenti diversi dai precedenti, ma in questa sezione

## 11Sxx
teoria algebrica dei numeri: campi locali e campi p-adici
- 11S05 polinomi
- 11S15 teoria della ramificazione e della estensione
- 11S20 teoria di Galois
- 11S23 rappresentazioni integrali
- 11S25 coomologia di Galois [vedi anche 12Gxx, 16H05]
- 11S31 teoria dei campi di classi; gruppi formali p-adici [vedi anche 14L05]
- 11S37 congetture di Langlands-Weil, teoria nonabeliana dei campi di classi [vedi anche 11Fxx, 22E50]
- 11S40 funzioni zeta e funzioni L [vedi anche 11M41, 19F27]
- 11S45 algebre ed ordini, loro funzioni zeta [vedi anche 11R52, 11R54, 16H05, 16Kxx]
- 11S70 K-teoria dei campi locali [vedi anche 19Fxx]
- 11S80 altri temi di teoria analitica (analoghe delle funzioni beta e gamma, integrazione p-adica ecc.)
- 11S82 sistemi dinamici non-archimedei [vedi principalmente 37Pxx]
- 11S85 altri temi di teoria non analitica
- 11S90 spazi vettoriali preomogenei
- 11S99 argomenti diversi dai precedenti, ma in questa sezione

## 11Txx
campi finiti ed anelli commutativi
(aspetti di teoria dei numeri)
- 11T06 polinomi
- 11T22 ciclotomia
- 11T23 somme di esponenziali
- 11T24 altre somme di caratteri e somme di Gauss
- 11T30 teoria strutturale
- 11T55 teoria aritmetica degli anelli di polinomi sopra campi finiti
- 11T60 piani upper-half?semisuperiori finiti
- 11T71 teoria algebrica dei codici; crittografia
- 11T99 argomenti diversi dai precedenti, ma in questa sezione

## 11Uxx
connessioni con la logica
- 11U05 decidibilità [vedi anche 03B25]
- 11U07 ultraprodotti [vedi anche 03C20]
- 11U09 teoria dei modelli [vedi anche 03Cxx]
- 11U10 aritmetica non standard [vedi anche 03H15]
- 11U99 argomenti diversi dai precedenti, ma in questa sezione

## 11Yxx
teoria computazionale dei numeri
[vedi anche 11-04]
- 11Y05 fattorizzazione
- 11Y11 primalità
- 11Y16 algoritmi; complessità [vedi anche 68Q25]
- 11Y35 computazioni analitiche
- 11Y40 calcoli simbolici in teoria dei numeri
- 11Y50 soluzione con il computer di equazioni diofantee
- 11Y55 calcolo di successioni di interi
- 11Y60 valutazione di costanti
- 11Y65 calcoli riguardanti frazioni continue
- 11Y70 valori delle funzioni aritmetiche; tavole
- 11Y99 argomenti diversi dai precedenti, ma in questa sezione

## 11Zxx
applicazioni varie della teoria dei numeri
- 11Z05 applicazioni varie della teoria dei numeri
- 11Z99 argomenti diversi dai precedenti, ma in questa sezione